# Brainwriting
Brainwriting é uma técnica criativa que provê uma forma eficaz e simples para coletar ideias inovadoras, onde um grupo de pessoas registram por escrito possíveis formas de como resolver um problema, desenvolver um projeto ou melhorar uma situação existente.Também conhecida como Método 6-3-5, esta prática, desenvolvida pelo professor alemão Bernd Rohrbach, tem como alvo gerar 108 ideias em apenas meia hora e, assim como o Brainstorming, a qualidade das ideias, pelo menos no início do processo, não é o mais importante.

## Brainstorming x Brainwriting
Durante muito tempo o Brainstorming foi tido como a melhor opção para chegar a ideias criativas. Atualmente, porém, percebeu-se que esse método privilegia profissionais mais eloquentes, e exclui os novatos e também os mais introvertidos.
Para se ter uma ideia, um estudo realizado pela professora Leigh Thompson, da Celg School of Management, nos EUA, concluiu que 62% das ideias de um Brainstorm vem dos participantes mais desenvoltos, que acabam por monopolizar a conversa. Além disso, as ideias propostas por esses profissionais ganham prioridade nas análises, já que eles parecem ter mais convicção de suas ideias.
Por conta disso, é importante que, numa reunião de Brainwriting, haja a manutenção do anonimato, para que não se crie um viés em relação as ideias.